# Miasto przemocy (film 1970)
Miasto przemocy (wł. Città violenta) – włosko–francuski film gangsterski z 1970 roku w reżyserii Sergia Sollimy z Charlesem Bronsonem, Jill Ireland i Telly Savalasem w rolach głównych. 
Zdjęcia do filmu kręcono w Nowym Orleanie, San Francisco oraz na wyspie Saint Thomas należącej do archipelagu amerykańskich Wysp Dziewiczych.

## Obsada
- Charles Bronson – Jeff Heston
- Jill Ireland – Vanessa Sheldon
- Michel Constantin – Killain
- Telly Savalas – Weber
- Umberto Orsini – Steve
- Ray Saunders – skazaniec
- Benjamin Lev – kolega Jeffa
- Peter Dane – prezenter TV
- George Savalas – Shapiro